# Damaeus hammerae
Damaeus hammerae är en kvalsterart som först beskrevs av Valerie M. Behan-Pelletier och Norton 1983.  Damaeus hammerae ingår i släktet Damaeus och familjen Damaeidae. Inga underarter finns listade i Catalogue of Life.